# تشارلز أ. هولت
تشارلز أ. هولت (بالإنجليزية: Charles A. Holt)‏ هو اقتصادي وأستاذ جامعي أمريكي، ولد في 2 أكتوبر 1948 في ريتشموند في الولايات المتحدة.